# Bojov
Bojov (německy Bojau) je osada v okrese Praha-západ, je součástí obce Čisovice. Nachází se asi 2,8 km na severovýchod od Čisovic. Prochází tudy dobříšská větev železniční trati 210 Praha – Vrané nad Vltavou – Čerčany/Dobříš, na území Bojova jsou dvě zastávky: Bojov a Bojanovice. Je zde evidováno 214 adres, z toho z poloviny jsou rekreační chaty. Krajinu tvoří lesy a údolí Bojovského potoka.

## Historie
První písemná zmínka o vesnici pochází z roku 1718.

## Doprava
Do vsi Bojov jezdí pravidelná autobusová linka v pracovních dnech ze Smíchovského nádraží. V zastávkách Bojov a Bojanovice v údolí Bojovského potoka zastavují osobní vlaky, které jezdí z Prahy hlavního nádraží (přes Vršovice, Kačerov, Krč a Braník) do Dobříše.
Z nádraží Čisovice nebo zastávek Bojanovice a Bojov se dá dostat po okolních cestách do obcí Líšnice a Hvozdnice (možno jet i na kole). Ve vzdálenosti 1 km od zastávky Bojov směrem ku Praze po silnici 3. třídy směrem do obce Klínec je po levé straně penzion Spálený mlýn (dřívější modlitebna), nad ním se nachází osada Svatopluka Čecha, přes kterou se dá dostat až do obce Líšnice, kde je i autobusová zastávka na hlavní silnici, sem jezdí celotýdenně pravidelné linky mezi Prahou a Mníškem pod Brdy, resp Dobříší.